# Ranunculus syroussii
Ranunculus syroussii är en ranunkelväxtart som beskrevs av Mobayen. Ranunculus syroussii ingår i släktet ranunkler, och familjen ranunkelväxter. Inga underarter finns listade i Catalogue of Life.